# Gendarmeria Reial (el Marroc)
La Gendarmeria Reial del Marroc és el cos nacional de Gendarmeria del Regne del Marroc. Va ser fundada el 1957 pel rei Mohammed V. L'estructura de les seves funcions ha estat determinada per dues tradicions principals, diferents, però complementàries. Una d'elles té les seves arrels en la història i la cultura del Marroc. La gendarmeria va néixer del sistema administratiu i polític del Marroc de seguretat pública, que ha garantit el manteniment de l'ordre públic durant segles. La segona tradició (Majzén) és molt més moderna.

## Descripció
Igual que altres membres de l'organització FIEP, la legislació que va fundar la Gendarmeria Reial del Marroc, la descriu com una força pública destinada a garantir la seguretat pública i l'ordre públic i l'aplicació de les lleis. Aquest text concedeix la legislació de la Gendarmeria a Forces Armades Reials del Marroc, constituint una força militar en la seva estructura, administració i formes de comandament. Es compon dels oficials, sotsoficials i soldats.

## Funcions
Les funcions de la Gendarmeria Reial del Marroc són nombroses i variades. Tot i això, l'òrgan legislatiu ha donat gran importància a les funcions policials. L'article setè de la fundació de text indica que “l'objectiu del servei de la gendarmeria és garantir sobretot les funcions administratives, judicials i militars de les activitats policials i ajudar directament les autoritats competents amb la legislació prevista”. Aquesta situació implica tres annexos pel que fa a la utilització de la Gendarmeria Reial:
- Administració de defensa nacional, especialment en els temes d'organització i els equips militars de policia judicial.
- Ministeri de Justícia per al compliment de la legislació vigent a les activitats policials.
- Ministeri de l'Interior per aplicar polítiques d'administració comuna.

Les funcions de la Gendarmeria Reial, en aquest camp, han estat determinades pel Codi de procediment penal de primera instància de 1959. Es duen a terme totes aquestes funcions sota l'administració de la Gendarmeria Reial, el fiscal i el control del Tribunal d'Apel·lacions. Les funcions consisteixen en la determinació del crim abans de l'acusació, reunint les proves, la detecció dels autors i portar-los davant dels tribunals autoritzats; i l'execució de les ordres dels jutges després de l'acusació. El personal de la Gendarmeria Reial participa en l'aplicació de Policia Judicial. La Gendarmeria Reial actua amb les característiques de ser un agent de la policia judicial orientat segons el Tribunal de Procediment Penal.
Detecta i determina la violació de les lleis com a policia judicial; i com a policia de la força pública, informa el fiscal de crims i delictes sobre els quals no té jurisdicció. Lluitar contra el constant augment de la delinqüència i els seus aspectes internacionals i, d'altra banda, l'augment dels textos i la seva complexitat, la Gendarmeria Reial es va comprometre a modernitzar els seus mètodes i equips de manera contínua i reforçar-ne l'eficàcia mitjançant l'avaluació tècnica i científica, policial i penal de dades. Amb aquest objectiu, es van establir dos laboratoris sota l'administració d'investigadors d'alt nivell.

## Equipament
- Avions
  - 10 S2R T-34 Turbo Trush Estats Units</img> Estats Units
  - 20 Tornado Estats Units</img> Estats Units
  - 14 BN-2T Defensar  Regne Unit</img>Regne Unit

- Helicòpters Multifunció
  - 5 Aérospatiale SA 330 Puma França</img> França  Regne Unit</img>Regne Unit
  - 3 Aérospatiale Lama França</img> França
  - 1 Aérospatiale Alouette III França</img> França
  - 2 Super Puma França</img> França / Eurocopter
  - 4 UH-60 Blackhawk Estats Units</img> Estats Units
  - 3 Eurocopter EC 135 Eurocopter
  - 2 Eurocopter EC 145 Eurocopter
  - 7 Aérospatiale Gazelle França</img> França  Regne Unit</img>Regne Unit
  - 4 Eurocopter Ecureuil Eurocopter

- Pistoles
  - VP70 Alemania Alemanya</img>
  - HK4 Alemania Alemanya</img>
  - PA Rr 51 França</img> França
  - PP França</img> França Alemania Alemanya</img>
  - Mod 92FS Italia</Itàliaimg>
  - MAB PA-15 França</img> França
  - MAC Mle 1950 França</img> França
  - SIG Sauer P226 Alemania Alemanya</img>
  - SIG-Sauer P228 Alemania Alemanya</img>
  - Colt Detectiu Special Estats Units</img> Estats Units
  - Smith &amp; Wesson Model 10 Estats Units</img> Estats Units
  - Beretta 93R</img> Itàlia
  - Heckler &amp; Koch USP Alemania Alemanya</img>
  - MK 23 MOD 0 Alemania Alemanya</img>

- Subfusells i Fusells d'Assalt
  - FN P90 Bélgica</img> Bèlgica
  - MP5A3/A5/SD6 Alemania Alemanya</img>
  - UZI/MICRE-UZI/MINI-UZI  Israel</img>Israel
  - MAT-49 França</img> França
  - Ingram MAC-10 Estats Units</img> Estats Units
  - Heckler &amp; Koch UMP Alemania Alemanya</img>
  - Beretta ARX-160</img> Itàlia
  - M16A1/A3/A4 Estats Units</img> Estats Units
  - Carabina M4 Estats Units</img> Estats Units
  - FN CAL Bélgica</img> Bèlgica
  - G36C &amp; G36KV Alemania Alemanya</img>

- Rifles de Precisió '
  - FR-F1 França</img> França
  - PGM Ultima Ràtio França</img> França
  - Barrett m107 Estats Units</img> Estats Units

- Escopetes
  - Benelli M4 Italia</Itàliaimg>
  - Spas-12 Italia</Itàliaimg>
  - SPAS-15 Italia</Itàliaimg>
  - Valtro PM-5/PM-5-350 Italia</Itàliaimg>